# Pete Doherty
Peter Doherty (Hexham, 12 de março de 1979) é um músico britânico, ator, escritor, pintor e poeta. É vocalista e frontman da banda Babyshambles, assim como dos The Libertines, juntamente com Carl Barât. A partir de 2005, Doherty começou a chamar mais a atenção da mídia em geral devido ao seu relacionamento com a supermodelo Kate Moss e do seu uso de drogas. 
Atualmente, Peter mantém sua carreira solo paralela aos seus outros trabalhos, tendo lançado recentemente o seu segundo álbum, intitulado Hamburg Demonstrations, dando sequência ao seu debut Grace/Wastelands.

## Antes da Fama
Peter Doherty é o segundo dos três filhos do casal Jacqueline Doherty (antes Michels) e Peter John Doherty. Teve uma educação católica e foi extremamente bem sucedido nos estudos.
Mais tarde, foi viver no apartamento de sua avó em Londres. Na cidade arranjou trabalho no cemitério de Willesden Cemetery, onde fechava sepulturas, mas na maior parte do seu tempo lia e escrevia sentado nas tampas fúnebres. Entrou na faculdade Queen Mary, da Universidade de Londres, para estudar literatura inglesa, mas desistiu do curso após o primeiro ano. Depois de deixar a universidade, Pete mudou-se para um apartamento com Carl Barât, que tinha estudado com a irmã mais velha dele na Brunel University.

## Carreira

### The Libertines

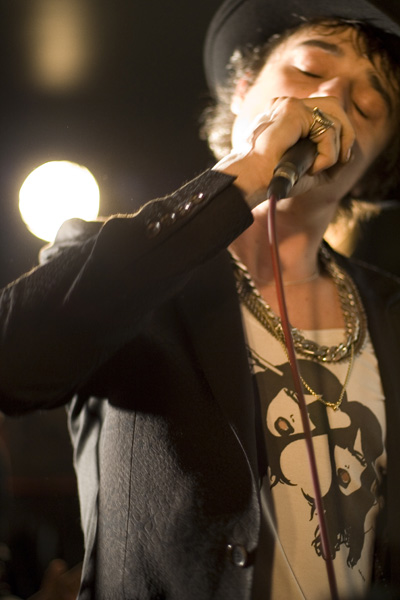
Pete Doherty em 2007.

Doherty e Barât formaram uma banda, os The Libertines, no final dos anos 90, mas só em 2002 lançaram o primeiro álbum Up The Bracket, conseguindo algum sucesso.
A banda teve boas críticas e ganharam um grande grupo de fãs dedicados, com Pete em particular a ser adorado pelos fãs e críticos como um dos mais promissores letristas a emergir na cena musical independente britânica. No entanto, o seu uso gradual de drogas levou ao seu afastamento da banda. Em 2003, foi preso por assaltar o apartamento de Barât. De início foi sentenciado a 6 meses de prisão, mas só ficou preso apenas 2 meses. Depois de ser liberado reuniu-se com Barât e os Libertines e fizeram um show no pub Tap 'n' Tin, em Chatham, Kent.
Depois desta reunião, Doherty procurou ajuda para o seu uso de drogas. Frequentou um centro de desintoxicação alternativa Wat Tham Karbok, um templo na Tailândia, onde era espancado com uma cana de bambu e forçado a tomar uma bebida cheia de elementos herbais para provocar vômito. Saiu de lá após 3 dias e voltou para Inglaterra. Depois disso, os Libertines tocaram nos festivais de Glastonbury e Isle Of Wight.
Mais tarde, a banda lançou o segundo álbum, intitulado The Libertines e, em Junho de 2004, Doherty foi convidado a sair dos Libertines mais uma vez. A banda citou o uso de drogas de Pete como razão do seu afastamento dos Libertines, apesar de Barât ter anunciado que esperavam pela recuperação de Doherty. Efectivamente os Libertines viriam a acabar nesse ano, pouco após a partida de Doherty. Os restantes membros são envolvidos em outros projetos (Dirty Pretty Things e Yeti).
A 12 de Abril de 2007, Pete Doherty e Caral Barât tocaram 13 músicas num concerto chamado "An Evening With Pete Doherty" no Hackney Empire, em Londres. Os Libertines reunidos tocaram "What a Waster", "Death on the Stairs", "The Good Old Days", "What Katie Did", "Dilly Boys", "Seven Deadly Sins", "France", "Tell the King", "Don't Look Back into the Sun", "Dream a Little Dream of Me", "Time for Heroes", "Albion" e "The Delaney".
No verão de 2010, os Libertines regressaram para dois muito esperados concertos nos festivais de Reading & Leads, onde 80 mil fãs foram levados à loucura, loucura essa que levou a alguns problemas. Na música "Time for Heroes", na recta final de um dos concerto, por altura do solo, as grades de segurança cederam, tendo o responsável pela segurança do festival entrado em palco para pedir a Pete Doherty e Carl Bârat para pararem até a segurança ser restabelecida. Quando isso se verificou, a banda regressou ao palco, reiniciando o concerto com o soberbo solo dessa mesma "Time for Heroes". A setlist desse concerto foi: "Horrorshow"; "The Delaney"; "Vertigo"; "Last Post on the Bugle"; "Tell the King"; Boys in the Band"; "Music When the Lights Go Out"; "What Katie Did"; "What Became of the Likely Lads"; "Can't Stand Me Now"; "Death on the Stairs"; "The Ha Ha Wall"; "Don't Look Back Into the Sun"; "Time for Heroes"; "The Good Old Days"; "Radio America Intro/Up the Bracket"; "What a Waster"; " I Get Along".

### Colaborações
Após os Libertines acabarem, Doherty participou numa série de colaborações com um poeta local, Wolfman, e juntos fizeram o single "For Lovers", que entrou no top 10, ficando em 7º lugar. Apesar do sucesso do single e da sua nomeação para um prestigiado Ivor Novello Award, pela letra, Doherty e Wolfman receberam relativamente pouco dinheiro.
Mais tarde em 2004, Doherty foi convidado pelo grupo britânico Client para cantar "Down to the Underground". A canção foi lançada em Junho de 2004 como um B-side da música "In It for the Money", que aparece no segundo álbum dos Client, intitulado City.
Em 2005, colaborou com os Littl'ans no single "Their Way".
Em 2006, participou num single de caridade "Janie Jones", que foi lançado com a participação de outras bandas como os Dirty Pretty Things, We Are Scientists, The Kooks e The Holloways.
Em Agosto do mesmo ano, Doherty anunciou que gravaria com o vocalista dos The Streets, Mike Skinner, numa nova versão de "Pragin' Out", do álbum de Skinner "The Hardest Way to Make an Easy Living".

### Babyshambles e Grace/Wastelands

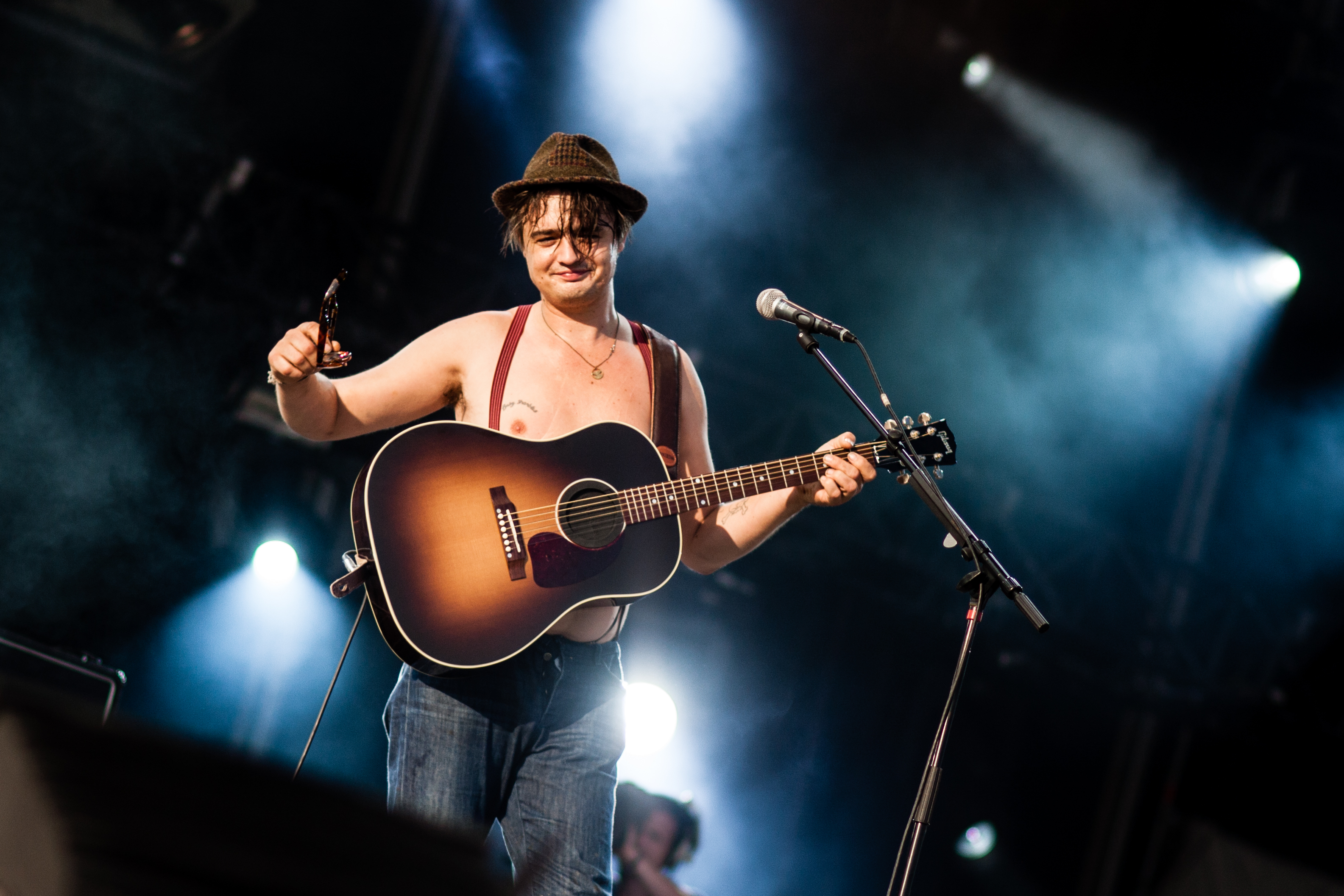
Pete Doherty em 2012.

Em 2004, Peter Doherty fundou outra banda chamada Babyshambles. Gravaram dois álbuns, Down In Albion, em Novembro de 2005 e Shotters Nation, em Agosto de 2007, e ainda um EP, The Blinding EP, lançado no final de 2006.
Os concertos da banda têm, por vezes, cancelamentos de última hora, devido aos problemas legais de Doherty.
Os membros da banda também já mudaram diversas vezes: Gemma Clarke (baterista) deixou a banda devido aos problemas com drogas de Doherty, sendo substituída por Adam Ficek, e o guitarrista e co-letrista Patrick Walden também deixou a banda sendo substituído por Mick Whitnall. Em 2010 foi a vez de Ficek abandonar a benda, dando lugar a Danny Goffey, ex-baterista dos Supergrass.
Em Agosto de 2006, os Babyshambles assinaram contrato com a major Parlophone, onde lançaram o The Blinding EP, que recebeu uma boa crítica. Em Janeiro de 2007, assinaram um contrato de longa duração com a gravadora.
A 16 de Março de 2009, Peter lançou o seu primeiro álbum a solo, Grace/Wastelands, que teve muito sucesso com o single "Last of the English Roses". O disco conta com participações de vários artistas da cena indie, entre eles Graham Coxon, guitarrista da banda Blur, Dot Allison e Wolfman,com quem Doherty já havia feito um dueto antes.
O disco contaria também com a participação da cantora Amy Winehouse na faixa "1939 Returning", mas acabou por ser cancelada tal parceria.

### Pintura e Escritura
Em Junho de 2006, Pete Doherty assinou um acordo com a Orion Books para publicar os seus diários, registos esses contendo poemas, fotografias e desenhos feitos ao longo da sua carreira. Em Maio de 2007 foi, então, publicado tal livro, chamado "The Books of Albion: The Collected Writings of Peter Doherty".
A 15 de Maio, Doherty expôs os seus quadros pela primeira vez. A colecção tinha cerca de 14 quadros e foram exibidos ao público durante um mês. A colecção, intitulada "Art of the Albion", esteve também exposta em Paris, na Chappe Gallery. A exposição causou uma grande controvérsia por serem feitos com o sangue do próprio Doherty. David West, dono da Decima Gallery de Londres disse acerca do trabalho de Doherty: "Não tem qualquer mérito artístico. Usou o próprio sangue para fazer dos quadros interessantes, mas quando se olha para eles, até uma criança de 4 anos os poderia fazer".

### Modelo

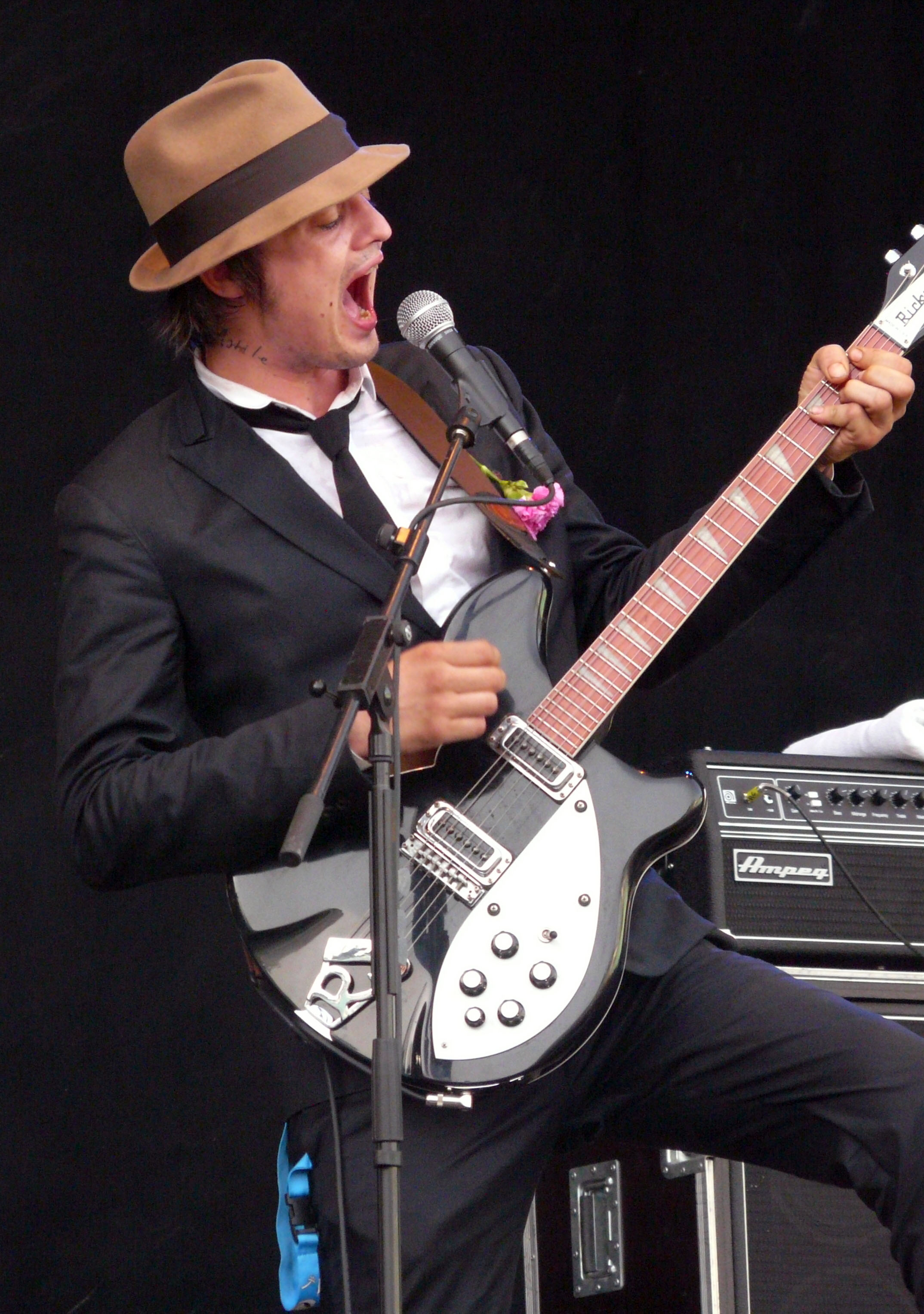
Pete Doherty em 2008.

Seguindo as pegadas da sua ex-noiva Kate Moss, Peter Doherty foi o protagonista da campanha publicitária Outono 2007/2008 da Roberto Cavalli. A fotos ganharam fama por mostrarem um Pete mais asseado e bem arranjado. O seu estilo dos anos 50 é muitas vezes comparado com o de Marlon Brando.

### Atuando
Em 9 de dezembro de 2010, foi relatado que Doherty estaria tomando o papel principal ao lado Charlotte Gainsbourg em Confession of a Child of the Century, adaptação para o cinema de Sylvie Verheyde, do romance autobiográfico de Alfred de Musset La Confession d'un Enfant du Siècle. O filme foi exibido no Festival de Cannes de 2012.

## Vida pessoal
Pete Doherty teve uma relação com Kate Moss, sendo frequentemente capa de revista. Conheceram-se em 2005 na festa de aniversário de Moss e, desde então, tiveram uma relação que durou até Junho de 2007.
Em Outubro de 2007, Doherty esteve brevemente noivo da modelo Irina Lazareanu.
Doherty tem um filho chamado Astile Louis Doherty (nasceu em Londres, em 2003) com a cantora Lisa Moorish.
Após a morte de Amy Winehouse, Pete Doherty confirmou à imprensa que ambos eram amantes. 

## Discografia

### Com The Libertines
Sessões
- Unsorted Early Studio Recordings (1997 - 2000)
- Legs 11 (2000)
- Nomis Studio Demos 2nd Session (2002)
- Baby Shambles Sessions (2003)
- Chicken Shack Sessions (2003)
- The French Sessions (2003)
- The Sailor Sessions (2003)
- The Branding Sessions (2004)

Álbuns de estúdio
- Up the Bracket (2002)
- The Libertines (2004)
- Anthems For Doomed Youth (2015)

Compilações
Time for Heroes – The Best of The Libertines (2007)

### Solo
- Grace/Wastelands (16 de Março de 2009)[11] UK No. 17

Singles
- "Last of the English Roses" (9 de Março de 2009) UK No. 67
- "Broken Love Song" (3 de Agosto de 2009)

- "Flags of the Old Regime" (9 de Março de 2015) .

- "Hamburg Demonstrations" (2 de Dezembro de 2016)

Singles
- "I Don't Love Anyone... (But You're Not Just Anyone)" (18 de Outubro de 2016)
- "Kolly Kibber"  (21 de Novembro de 2016)

### Com Babyshambles
Álbuns de Estúdio
- Down in Albion (14 de Novembro de 2005)
- Shotter's Nation (1 de Outubro de 2007)
- Sequel to the Prequel (3 de Setembro de 2013)

### Como artista convidado
- "For Lovers" (Wolfman featuring Pete Doherty) (12 de Abril de 2004) UK No. 7
- "Their Way" (Littl'ans featuring Pete Doherty) (17 de Outubro de 2005) UK No. 22
- "Prangin' Out" (The Streets featuring Pete Doherty) (25 de Setembro de 2006) UK No. 25

### Outras aparições
- Down to the Underground (Client, featuring Pete Doherty). Tomado a partir de City álbum.